# Dolly Haas
Pour les articles homonymes, voir Haas.
Dorothy Clara Louise "Dolly" Haas est une actrice et chanteuse américaine née le 29 avril 1910 à Hambourg en Allemagne et morte le 16 septembre 1994 à New York aux États-Unis.

## Biographie

### Carrière
Dorothy Haas naît à Hambourg d'un père britannique et d'une mère autrichienne. Elle débute au théâtre durant son adolescence. Elle tient un rôle secondaire dans l'opérette The Mikado de Gilbert et Sullivan, mise en scène à Berlin en 1927 par Erik Charell, puis est engagée en 1930 par Max Reinhardt. Elle effectue ses premières apparitions au cinéma dans Eine Stunde Glück de William Dieterle et Dolly macht Karriere d'Anatole Litvak. Haas est une actrice populaire en Allemagne à l'époque de la République de Weimar. De petite taille et d'allure androgyne, elle interprète des personnages de femmes battantes et apparaît souvent à l'écran travestie en homme. L'actrice quitte l'Allemagne en 1936 afin de poursuivre sa carrière au Royaume-Uni. Sa performance dans le remake du Lys brisé de D. W. Griffith tourné par John Brahm en 1936 lui permet de signer un contrat de trois ans avec Columbia Pictures. La société hollywoodienne ne la faisant pas tourner, elle rejoint New York, où elle connaît le succès à Broadway durant les années 1940. Dolly Haas effectue un retour au cinéma en 1953 en interprétant Alma Keller dans La Loi du silence (I Confess) d'Alfred Hitchcock,.
La Berlinale lui consacre une retrospective en 1983. Elle apparaît dans le documentaire Dolly, Lotte and Maria de Rosa von Praunheim.

### Vie privée
Dorothy Haas épouse le réalisateur John Brahm en 1937. Le couple se sépare en 1941. Deux ans plus tard elle se remarie avec le caricaturiste Al Hirschfeld. Elle obtient la nationalité américaine en 1940.

## Filmographie partielle
- 1931 : L'amour commande de Géza von Bolváry
- 1932 : Scampolo, ein Kind der Straße de Hans Steinhoff
- 1934 : Girls Will Be Boys (en) de Marcel Varnel
- 1936 : Le Lys brisé (film, 1936)Le Lys brisé de John Brahm
- 1936 : Spy of Napoleon de Maurice Elvey
- 1953 : La Loi du silence d'Alfred Hitchcock